# リカルド・アルバレス
リカルド・ガブリエル・アルバレス（Ricardo Gabriel Álvarez, 1988年4月12日 - ）は、アルゼンチン・ブエノスアイレス出身の元サッカー選手。現役時代のポジションはミッドフィールダー。トップ下が本職であるが、ウイングやセントラルハーフとしてもプレーできる。ユニフォームネームは愛称の「RICKY」。リッキー・アルバレス (Ricky Álvarez) と称されることが多い。

## 経歴

### クラブ
ボカ・ジュニアーズのユースを経て、2008年にCAベレス・サルスフィエルドとプロ契約を結んだ。2009年5月31日にCAヒムナシア・イ・エスグリマ・デ・フフイ戦に途中出場しデビューを果たしたものの、膝十字靭帯の怪我に苦しみ、このシーズンはこの1試合の出場のみに終わった。翌シーズンから出場機会が大きく増加し26試合に出場。2010年4月30日のアウェーでのCAリーベル・プレート戦で初得点を記録した。2011年に入ると才能が開花。中盤の複数のポジションをこなし、チームのクラウスーラ優勝に貢献した。
2011年夏の移籍市場ではヨーロッパのクラブが争奪戦を展開。一時はASローマやアーセナルFCとの移籍合意が報道されたが、最終的にはインテルへ移籍金総額1180万ユーロ、5年契約で移籍した。
2011年8月6日、北京で行われたスーペルコッパ・イタリアーナで先発出場し、インテルの一員として公式戦デビュー。11月22日に行われたチャンピオンズリーグのトラブゾンスポル戦でインテルでの初ゴールを決め、チームをベスト16に導いた。当初はイタリアのサッカーへの適応に苦労したが、リーグ戦21試合（うち先発15試合）に出場した。
2012-13シーズンは内視鏡による膝の洗浄手術を受けたこともあり開幕には間に合わなかったが、9月16日のトリノ戦で復帰すると後半開始からピッチに立った。
2014年9月1日、サンダーランドAFCへ1年間のレンタル移籍が決定。レンタル料は100万ユーロで、プレミアリーグに残留した場合にのみ1100万ユーロでの買い取り義務がつけられていた。サンダーランドはシーズンを16位で終え残留したため、契約通りならば完全移籍するはずであったが、サンダーランド側は怪我の影響から満足に活躍できなかったことを理由に買取を拒否し契約を放棄。移籍金の支払いに関してはFIFAの裁定待ちとなっている。
2016年1月4日、UCサンプドリアへの加入が決定。
2018年7月11日、サンプドリアとの契約を解除。同時にCFアトラスへの加入が発表された。
2020年にCAベレス・サルスフィエルド復帰したが、2021年12月3日に現役引退を発表した。

### 代表
2011年8月18日、アルゼンチン代表に初招集される。9月2日のベネズエラとの親善試合に先発出場し、A代表デビューを飾った。2014年6月7日のスロベニアとの親善試合で代表初得点を挙げた。

## 人物
- 祖父母がカラブリア州カタンザーロ県出身のイタリア系アルゼンチン人である。
- プレースタイルやリカルドというファーストネームから、カカと比較されることがある[20][21]。
- インテル移籍の決め手としてハビエル・サネッティの存在と、父親がインテリスタだったことを挙げている[22]。
- 憧れの選手としてジネディーヌ・ジダンを挙げている[23]。

## 代表歴

### 出場大会
- アルゼンチン代表
  - 2014 FIFAワールドカップ

### 試合数
- 国際Aマッチ 9試合 1得点（2011年-2014年）[24]

| アルゼンチン代表 | 国際Aマッチ | 国際Aマッチ |
| 年               | 出場        | 得点        |
| ---------------- | ----------- | ----------- |
| 2011             | 3           | 0           |
| 2012             | 0           | 0           |
| 2013             | 2           | 0           |
| 2014             | 4           | 1           |
| 通算             | 9           | 1           |

## タイトル

### クラブ
ベレス・サルスフィエルド
- プリメーラ・ディビシオン : 2008-09C, 2010-11C